# Charles F. Hockett
Charles Francis Hockett född 17 januari 1916, död 3 november 2000, var en amerikansk lingvist som utvecklade många inflytelserika idéer inom lingvistisk strukturalism.  Han var en efterföljare till Leonard Bloomfield och representerar den fas av strukturalismen som ofta kallas "distributionalism" eller "taxonomisk strukturalism".  Hans akademiska karriär spänner över ett halvsekel vid Cornell University och Rice University.

## Språkets design-egenskaper
Ett av Hocketts viktigaste bidrag till lingvistiken var hans “design features of language” (språkets design-egenskaper), som han använde inom komparativ lingvistik för att tydliggöra skillnader och likheter mellan djurspråk och mänskliga språk.
Hockett utvecklade först ett system med sju egenskaper, publicerat 1959 i “Animal ‘Languages’ and Human Language.”  Efter många ändringar stannade han slutligen vid 13 egenskaper, som återfinns hans artikel ”The Origin of Speech” i Scientific American. 
Enligt Hockett har alla kommunikationssystem en eller flera av de 13 egenskaperna, men bara mänskligt talat språk har samtliga 13.  Djurs kommunikation, liksom andra mänskliga kommunikationssystem, saknar en eller flera egenskaper.

### Hocketts lista med 13 design-egenskaper
1. Oral-auditorisk kanal: Mänskligt språk förmedlas huvudsakligen av talorganen och hörseln.  Hockett såg detta som en fördel för primater eftersom det gjorde det möjligt att delta I andra aktiviteter samtidigt som man kommunicerade.
2. Offentlig utsändning och riktat mottagande: Alla inom hörhåll kan uppfatta talat språk, även om det inte direkt riktas till dem.  Lyssnaren kan vidare avögra vem talet kommer ifrån.
3. Flyktighet: Ljudet försvinner snabbt efter att det yttrats, och kan bara höras direkt efteråt.
4. Dubbelriktat: En människa kan både tala och höra samma signal.  Allt som man kan höra, kan man också reproducera.
5. Fullständig återkoppling: En talare hör sitt eget tal. Därigenom kan man bevaka sin egen talproduktion, och ge sig själv återkoppling.
6. Specialisering: Mänskligt tal är specialiserat för kommunikation.
7. Semanticitet: Specifika signaler kan kopplas ihop med specifika betydelser.
8. Godtycklighet: Det finns ingen gräns för vad som kan kommuniceras, och ingen specifik eller nödvändig koppling mellan de ljud som används och det innehåll som förmedlas.
9. Diskrethet: Språkljuden är inte ett kontinuum[förtydliga], utan fonem kan placeras i bestämda kategorier som skiljer dem från varandra.
10. Displacement: Förmågan att kommunicera om annat än det som finns närvarande här och nu.
11. Produktivitet: Förmågan att skapa nya unika betydelser, genom att kombinera språkets delar på nya sätt.
12. Tradering: Språket är inte helt medfött, utan traderas socialt från generation till generation.
13. Mönsterdualitet (kallas även ”den dubbla artikulationen”): Meningslösa språkljud kombineras till meningsfulla ord, som i sin tur kombineras till meningar.

### Jämförelse mellan mänskligt tal och djurs kommunikation
Universitetet i Oxford har publicerat en tabell där Hocketts egenskaper jämförs mellan olika kommunikationssystem.:
| Feature                                    | Syrsa                 | Bi             | Fågelsång         | Gibbonsång                    | Apors teckenspråk | Alex, en Grå jako | Paralingvistiska fenomen | Teckenspråk      | Tal      |
| ------------------------------------------ | --------------------- | -------------- | ----------------- | ----------------------------- | ----------------- | ----------------- | ------------------------ | ---------------- | -------- |
| Oral-auditorisk kanal                      | Auditorisk, inte oral | Nej            | Ja                | Ja                            | Nej               | Ja                | Ja                       | Nej              | Ja       |
| Offentlig utsändning och riktat mottagande | Ja                    | Ja             | Ja                | Ja                            | Ja                | Ja                | Ja                       | Ja               | Ja       |
| Flyktighet                                 | Ja (upprepat)         | ?              | Ja                | Ja (upprepat)                 | Ja                | Ja                | Ja                       | Ja               | Ja       |
| Dubbelriktat                               | Begränsat             | Begränsat      | ?                 | Ja                            | Ja                | Ja                | Huvudsakligen Ja         | Ja               | Ja       |
| Fullständig återkoppling                   | Ja                    | ?              | Ja                | Ja                            | Nej               | Ja                | Ja                       | Nej              | Ja       |
| Specialisering                             | Ja?                   | ?              | Ja                | Ja                            | Ja                | Ja                | Ja?                      | Ja               | Ja       |
| Semanticitet                               | Nej?                  | Ja             | Delvis            | Ja                            | Ja                | Ja                | Ja?                      | Ja               | Ja       |
| Godtycklighet                              | ?                     | Nej            | Om semantiskt, Ja | Ja                            | Huvudsakligen Ja  | Ja                | Delvis                   | Huvudsakligen Ja | Ja       |
| Diskrethet                                 | Ja?                   | Nej            | ?                 | Ja                            | Ja                | Ja                | Huvudsakligen Nej        | Ja               | Ja       |
| Displacement                               | –                     | Ja, alltid     | ?                 | Nej                           | Ja                | Nej               | Delvis                   | Ja, ofta         | Ja, ofta |
| Produktivitet                              | Nej                   | Ja             | ?                 | Nej                           | Omstridd          | Begränsad         | Ja                       | Ja               | Ja       |
| Tradering                                  | Nej?                  | Sannolikt inte | ?                 | ?                             | Begränsad         | Begränsad         | Ja                       | Ja               | Ja       |
| Mönsterdualitet                            | ?                     | Nej            | ?                 | Nej (Bomullshuvudtamarin: Ja) | Ja                | Ja                | Nej                      | Ja               | Ja       |

## Utvalda arbeten
- 1939: Potowatomi Syntax. Language 15: 235–248.
- 1944: Spoken Chinese; Basic Course. With C. Fang. Holt, New York.
- 1947: "Peiping phonology", in: Journal of the American Oriental Society, 67, pp. 253–267. [= Martin Joos (ed.), Readings in Linguistics, vol. I, 4th edition. Chicago and London 1966, pp. 217–228].
- 1947: "Problems of morphemic analysis", in: Language, 24, pp. 414–41. [= Readings in Linguistics, vol. I, pp. 229–242].
- 1948: "Biophysics, linguistics, and the unity of science", in: American Scientist, 36, pp. 558–572.
- 1950: "Peiping morphophonemics", in: Language, 26, pp. 63–85. [= Readings in Linguistics, vol. I, pp. 315–328].
- 1954: "Two models of grammatical description", in: Word, 10, pp. 210–234. [= Readings in Linguistics, vol. I, pp. 386–399].
- 1955: A Manual of Phonology. Indiana University Publications in Anthropology and Linguistics 11.
- 1958: A Course in Modern Linguistics. The Macmillan Company: New York.
- 1960: "The Origin of Speech". in Scientific American, 203, pp. 89–97.
- 1961: "Linguistic Elements and Their Relation" in Language, 37: 29–53.
- 1967: The State of the Art. The Haag: Mouton
- 1973: Man's Place in Nature. New York: McGraw-Hill.
- 1977: The View From Language. Athens: The University of Georgia Press.
- 1987: Refurbishing Our Foundations. Amsterdam: John Benjamins.